# Quer
Quer település Spanyolországban, Guadalajara tartományban. Quer Alovera, Villanueva de la Torre, Valdeaveruelo és Cabanillas del Campo községekkel határos. Lakosainak száma 1045 fő (2024).

## Népesség
A település népessége az utóbbi években az alábbiak szerint változott:
| Lakosok száma | 87   | 449  | 556  | 638  | 661  | 739  | 748  | 814  | 921  | 1045 |
|               | 2001 | 2004 | 2006 | 2009 | 2011 | 2014 | 2016 | 2019 | 2021 | 2024 |